# لشکرکشی سوری لبنانی
کارزار سوری لبنانی (انگلیسی: Syria–Lebanon Campaign) جنگی است که در تایخ ۸ ژوئن ۱۹۴۱ بین نیروهای نظامی کشورهای استرالیا، فرااردن، چکسلواکی و نیروهای فرانسوی آزاد ضد نیروهای نظامی فرانسه ویشی، جمهوری یکم سوریه و لبنان بزرگ درگرفت که این کارزار در تاریخ ۱۴ ژوئیه ۱۹۴۱ با پیروزی نیروهای متفقین و استقلال لبنان و سوریه از فرانسه ویشی به پایان رسید.